# Heat Rush
Em fevereiro de 2011, Beyoncé lançou outro perfume intitulado Heat Rush. A nova fragrância
destina-se a ser uma fragrância do dia e vai ter um apelo maior para as mulheres entre 18 a 24 anos.

## Informação
As características de Heat Rush é formada por maracujá, laranja de sangue, cereja, amarela tigre orquídea, flor de manga, hibisco, madeira teca, âmbar mel e almíscar. O perfume foi colocado em um frasco de vidro laranja no mesmo formato da edição original de Heat. Desta vez o foco foi na elegância, deixando de usar as características sensuais.

## Produtos
- Heat Rush chega às lojas em vários tamanhos, com 15, 30, 50 e 100 ml (os preços variam de $24–$59 dólares)[3]
- Sua coleção inclui um acompanhamento de um creme brilhante para o corpo e um gel de banho. (ambos custam $24 dólares)[4]

## Prêmios
| Ano  | Cerimônia                | Categoria                       | Resultado |
| ---- | ------------------------ | ------------------------------- | --------- |
| 2012 | Cosmetic Norwegian Award | Best Fragrance In The Lifestyle | Indicado  |